# Leichtathletik-Weltmeisterschaften 2023/Teilnehmer (Britische Jungferninseln)
| Goldmedaillen | Silbermedaillen | Bronzemedaillen |
| ------------- | --------------- | --------------- |
| —             | 1               | —               |

Der Leichtathletikverband von den Britische Jungferninseln hat für die Leichtathletik-Weltmeisterschaften 2023 in Budapest drei Sportler gemeldet.

## Ergebnisse

### Frauen

#### Laufdisziplinen
| Athletin      | Disziplin | Vorlauf | Vorlauf | Halbfinale | Halbfinale | Finale | Finale |
| Athletin      | Disziplin | Zeit    | Platz   | Zeit       | Platz      | Zeit   | Platz  |
| ------------- | --------- | ------- | ------- | ---------- | ---------- | ------ | ------ |
| Adaejah Hodge | 200 m     | 22,82 s | 20      | 22,96 s    | 20         | DNQ    | DNQ    |

### Männer

#### Laufdisziplinen
| Athlet            | Disziplin    | Vorlauf | Vorlauf | Halbfinale | Halbfinale | Finale  | Finale |
| Athlet            | Disziplin    | Zeit    | Platz   | Zeit       | Platz      | Zeit    | Platz  |
| ----------------- | ------------ | ------- | ------- | ---------- | ---------- | ------- | ------ |
| Rikkoi Brathwaite | 100 m        | 10,18 s | 26      | DNQ        | DNQ        | –       | –      |
| Kyron McMaster    | 400 m Hürden | 48,47 s | 7       | 47,72 s    | 6          | 47,34 s | Silber |